# Аут
Аут у фудбалу представља вид убацивања лопте у игру рукама.

## Додељивање аута
Аут се додељује противницима екипе чији је играч последњи дирао лопту, а она је прешла аут-линију целом својим обимом, било по ваздуху или по површини.

## Процедура извођења
Аут се изводи с места на којем је лопта изашла изван игре. Противнички играчи морају бити барем два метра од места извођења аута, и то док лопта не уђе у терен.
У тренутку враћања лопте у игру, играч који изводи аут мора:
- бити лицем окренут према игралишту;
- имати обе ноге на аут-линији или изван ње, никако у терену;
- извести лопту обема рукама изнад главе

Лопта постаје „активна“ чим пређе аут-линију, без обзира је ли пала на терен или је још у ваздуху.
Голови се, по правилима, не могу постићи директно из аута. Офсајд се не може досудити додавањем лопте приликом извођења аута.

## Казне
Ако противници не поштују прописану удаљеност од два метра пре извођења аута, или на било који други начин неспортски ометају извођача, додељује се прекршај и жути картон.
Ако играч који изводи аут погреши, тј. не поштује процедуру, аут се додјељује противничкој екипи. 
Играч који изводи аут не сме дирати лопту све док је његов саиграч или противник не додирне. Ако играч који аут изводи додирне лопту два пута, досуђује се индирект за противничку екипу, и то на месту где је лопта додирнута други пут. Но, ако је играч исту лопту додирнуо други пут заредом, и то руком, у изгледној прилици за противника, тада се може доделити једанаестерац ако је лопта други пут додирнута у шеснаестерцу, а играч се може казнити црвеним картоном.

## Познати извођачи
Неколико фудбалера се истакло као изутетни извођачи аута због даљине бацање лопте. Међу њима су Рори Делап, Сержињо, Роберто Карлос, Јон Арне Рисе и многи други.